# Neu Polzow
Neu Polzow ist ein Ortsteil der Gemeinde Polzow des Amtes Uecker-Randow-Tal im Landkreis Vorpommern-Greifswald in Mecklenburg-Vorpommern.

## Geografie
Der Ort liegt einen Kilometer nordöstlich von Polzow und fünf Kilometer östlich von Pasewalk. Die Nachbarorte sind Rothenburg im Norden, Krugsdorf und Funkhaus im Nordosten, Zerrenthin im Südosten, Polzow und Papenbeck im Südwesten, Pasewalk im Westen sowie Stiftshof im Nordwesten.

## Geschichte
Das heutige Neu Polzow ist aus dem ehemaligen Gut Polzow hervorgegangen. Vor 1816 gehörte die Gegend zum Stolpirischen Kreis der Uckermark und kam anschließend zum Kreis Prenzlau. Zum Gutsbezirk zählte seit 1892 die 107 Hektar große und gemeindefreie v. Wedellsche Forst bei Wetzenow. Seinen heutigen Namen erhielt der Ort 1924.